# Brontë Way
A Brontë Way é uma trilha de longa distância sinalizada localizada nos condados do norte de West Yorkshire e Lancashire, na Inglaterra.

## Rota
A Brontë Way começa em Oakwell Hall em Birstall, West Yorkshire, e termina em Gawthorpe Hall, em Padiham, Lancashire. Ela possui 43 milhas (69 km).
A rota foi projetada para conectar lugares que têm fortes associações com os escritos da família Brontë, incorporando lugares que aparecem em sua obra, como Oakwell Hall, a inspiração de Charlotte Brontë para Fieldhead em seu romance de 1849, Shirley, e Top Withens, a possível inspiração de Emily Brontë para a casa em seu romance de 1847, Wuthering Heights. A rota passa por Thornton, onde as Brontë nasceram, e Haworth e Haworth Parsonage, onde a família morava. Ela passa pelo Penistone Hill Country Park, charnecas abertas e áreas de interesse do patrimônio industrial; o transporte público conecta a rota e suas quatro seções principais.